# Andasta cyclosina
Espèce
Andasta cyclosina est une espèce d'araignées aranéomorphes de la famille des Theridiosomatidae.

## Distribution
Cette espèce est endémique de Malaisie péninsulaire,.

## Description
La femelle holotype mesure 3,5 mm.

## Publication originale
- Simon, 1901 : On the Arachnida collected during the Skeat expedition to the Malay Peninsula. Proceedings of the Zoological Society of London, vol. 1901, no 2, p. 45-84 (texte intégral).